# Sergio Cuevas Zequeira
Sergio Cuevas Zequeira (San Juan, 1863-La Habana, 1926) fue un profesor, orador y publicista puertorriqueño, residente parte de su vida en Cuba.

## Biografía
Nacido el 31 de enero de 1863 en San Juan de Puerto Rico, donde realizó sus primeros estudios, en el Colegio de la Compañía de Jesús. Se dedicó a la enseñanza y obtuvo una plaza en las escuelas de la ciudad de Ponce. Tras recibir amenazas de la administración española, habría dejado Ponce y marchado a Mayagüez, donde estuvo al cargo de la escuela El Liceo. Abandonó su isla natal y marchó a la Habana. Allí ingresó en la Universidad de La Habana y obtuvo el grado de doctor en Filosofía y Letras, y enseñó historia de España.
Tras el fin de la guerra hispano-estadounidense volvió a Puerto Rico, donde aceptó una plaza de profesor de Filosofía, Lógica y Ética en el instituto provincial. En 1900 volvió a Cuba y obtuvo una plaza de profesor auxiliar en la Facultad de Filosofía y Letras de la Universidad. Actuó como sustituto de Enrique José Varona en la cátedra de Psicología, Moral y Sociología mientras este desempeñaba el cargo de secretario de Instrucción Pública. Más adelante obtuvo la cátedra de Historia de la Filosofía. Cuevas Zequeira, que también cultivó la oratoria y el periodismo, fundó y editó en Puerto Rico El Liceo y participó en El Liberal, El Territorio y El Diario de Puerto Rico, mientras que en Cuba fue editor de El Mundo, La República Cubana, La Opinión Nacional y La Instrucción Primaria. También fue miembro del Consejo Provincial de La Habana.
Fue autor de obras como En la contienda (colección de artículos políticos, 1901), El padre Varela (1906), Pláticas agridulces (1906), William James y pragmatismo (1914) y La Revolución de Yara (1915). Falleció en La Habana el 6 de marzo de 1926.